# Pararge paramegaera
Pararge paramegaera är en fjärilsart som beskrevs av Jacob Hübner 1827. Pararge paramegaera ingår i släktet Pararge och familjen praktfjärilar. Inga underarter finns listade i Catalogue of Life.